# Centre de conventions internationales (Jérusalem)
Le Centre de conventions internationales de Jérusalem (מרכז הקונגרסים הבינלאומי - Merkaz HaKongresim HaBeinLeumi), aussi appelé : Binyenei Hauma (בנייני האומה), est le principal Palais des congrès à Jérusalem et le principal auditorium de Israël.

## Événements
- Concours Eurovision de la chanson 1979
- Concours Eurovision de la chanson 1999
- Miss Israël